# Pchacz

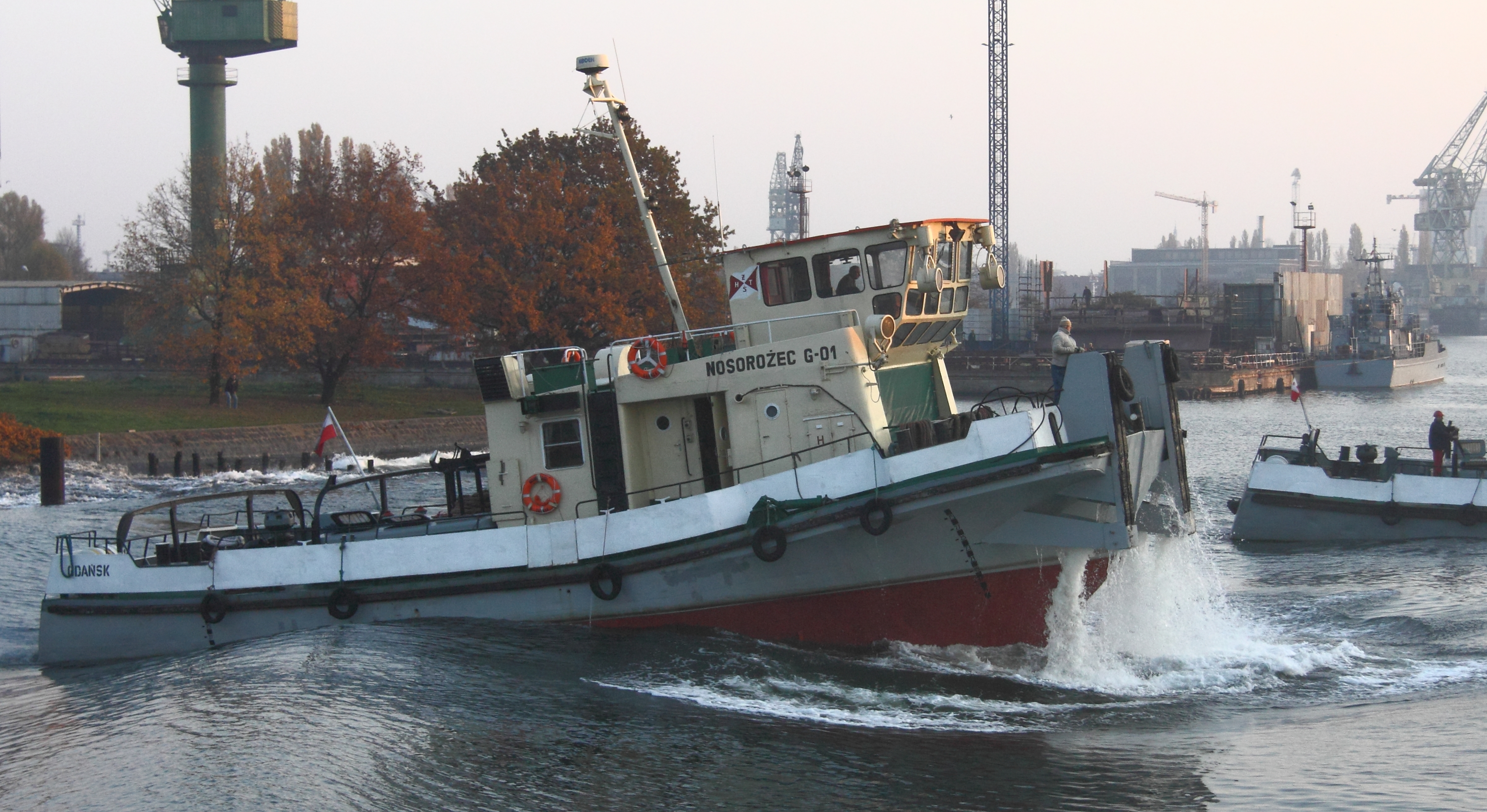
Pchacz „Nosorożec G-01”

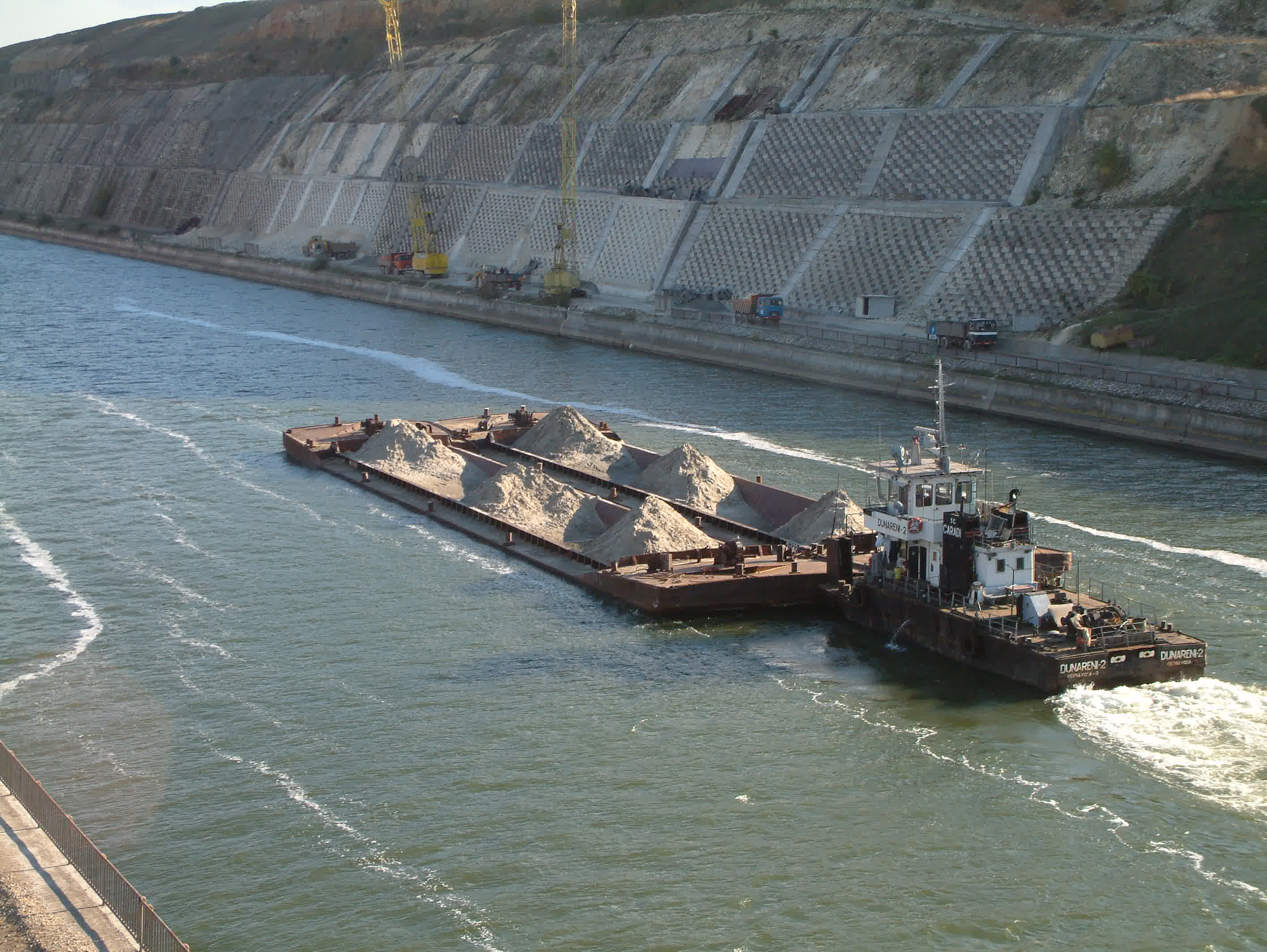
Barka z ładunkiem piasku pchana przez pchacz na kanale Dunaj–Morze Czarne

Pchacz – statek zbudowany specjalnie do przemieszczania zestawu pchanego będący rodzajem holownika, którego zadaniem jest na przykład dopychanie większych statków do nabrzeża lub pchanie barek.
Pchacz ma silnik o niewspółmiernie dużej mocy w stosunku do rozmiarów samej jednostki a także specjalnie przystosowany do pchania dziób, prostopadle ściętą nadwodną część dziobową, dwa zderzaki wyłożone drewnem oraz urządzenia do wiązania barek wraz z windą kotwiczną (pionową lub poziomą).
W Polsce produkowano między innymi pchacze typu Bizon i Tur.